# Metalotionein
| Metalotionein vrste vezan za jone bakra. Cisteini su obojeni žuto, a bakar smeđe. (: 1AQS)         |                      |
| Identifikatori                                                                                     |                      |
| Simbol                                                                                             | Metalotionein kvasca |
| Pfam                                                                                               | PF11403              |
| Pfam klan                                                                                          | CL0461               |
| InterPro                                                                                           | IPR022710            |
| Dostupne proteinske strukture: Pfam structures PDB RCSB PDB ; PDBe ; PDBj PDBsum structure summary |                      |
| Dostupne proteinske strukture:                                                                     |                      |
| Pfam                                                                                               | structures           |
| PDB                                                                                                | RCSB PDB; PDBe; PDBj |
| PDBsum                                                                                             | structure summary    |

| Dostupne proteinske strukture: | Dostupne proteinske strukture: |
| ------------------------------ | ------------------------------ |
| Pfam                           | structures                     |
| PDB                            | RCSB PDB; PDBe; PDBj           |
| PDBsum                         | structure summary              |

| Cijanobakterijski metalotionein vezan za jone cinka. Cisteini su obojeni žuto, a cink purpurno. (: 1JJD) |                           |
| Identifikatori                                                                                           |                           |
| Simbol                                                                                                   | Bakterijski metalotionein |
| Pfam | PF02069                   |
| Pfam klan                                                                                                | CL0461                    |
| InterPro                                                                                                 | IPR000518                 |
| Dostupne proteinske strukture: Pfam structures PDB RCSB PDB ; PDBe ; PDBj PDBsum structure summary       |                           |
| Dostupne proteinske strukture:                                                                           |                           |
| Pfam | structures                |
| PDB | RCSB PDB; PDBe; PDBj      |
| PDBsum                                                                                                   | structure summary         |

| Dostupne proteinske strukture: | Dostupne proteinske strukture: |
| ------------------------------ | ------------------------------ |
| Pfam                           | structures                     |
| PDB                            | RCSB PDB; PDBe; PDBj           |
| PDBsum                         | structure summary              |

Metalotioneini (MT) su familija cisteinom bogatih proteina male molekulske težine (MW u opsegu od 500 do 14000 Da). Oni su lokalizovani u membrani Golđijevog aparata. Metalotioneini imaju sposobnost vezivanja fizioloških (kao što su cink, bakar, selenijum) i ksenobiotičkih (npr. kadmijum, živa, srebro, arsen) teških metala pomoću tiolnih grupa svojih cisteinskih ostataka, koji predstavljaju skoro 30% njihovih konstituentnih aminokiselinskih ostataka.
Metalotioneine su otkrili 1957. godine Vali i Margoš iz prečišćenog proteina koji vezuje Cd iz konjskog renalnog korteksa. Metalotionein imaju važnu ulogu u zaštiti protiv metalne toksičnosti i oksidativnog stresa, i učestvuju u regulaciji koncentracije cinka i bakra. Postoje četiri glavne izoforme koje su izražene kod ljudi (familija 1, pogledajte tabelu ispod): MT1 (podtipovi A, B, E, F, G, H, L, M, X), MT2, MT3, i MT4. U ljudskom telu, velike količine su sintetisane prvenstveno u jetri i bubrezima. Njihova produkcija je zavisna od dostupnosti dijetarnih minerala kao što su cink, bakar, i selenijum, kao i aminokiselina histidin i cistein.

## Struktura i klasifikacija
Metalotioneini su prisutni u ogromnom opsegu taksonomskih grupa, od prokariota (kao što je cijanobakterija Synechococcus sp.), protozoa (kao što je cilijatni rod Tetrahymena), biljki (npr. Pisum sativum, Triticum durum, Zea mays, ili Quercus suber), kvasaca (npr. Saccharomyces cerevisiae ili Candida albicans), beskičmenjaka (kao što je nematod Caenorhabditis elegans, insekt Drosophila melanogaster, mekušac Mytilus edulis, ili bodljokožac Strongylocentrotus purpuratus) i kičmenjaka (kao što je kokoška Gallus gallus, ili sisari Homo sapiens ili Mus musculus).
Metalotioneini sa ovog velikog taksonomskog raspona predstavljaju niz visoko heterogenih sekvenci (u pogledu molekulske težine, kao i broja i distribucije Cys ostataka) i oni ne ispoljavaju opštu homologiju. Uprkos toga homologija je nađena unutar pojedinih taksonomskih grupa (kao što su kičmenjački MT molekuli).
Na osnovu njihove primarne strukture, metalotioneini su bili klasifikovani na različite načine. Prvi datira iz 1987, kad su Fauler et al., uspostavili tri MT klase: Klasa I, obuhvata analoge koji su homologni sa konjskim MT, Klasa II, obuhvata preostale MT koji nisu homologni sa konjskim MT, i Klasa III obuhvata fitohelatine, cisteinom bogate enzimatski sintetisane peptide.
Drugu klasifikaciju su izvršili Binz i Kagi 2001. godine, i ona uzima u obzir taksonomske parametre i obrasce distribucije cisteinskih ostataka duž MT sekvence. Ishod ove klasifikacije je set od 15 MT familija. Familija 15 sadrži biljne metalotioneine, koje su 2002. bili dalje klasifikovani Kobet i Goldsbra u 4 tipa (1, 2, 3 i 4) u zavisnosti od distribucije njihovih cisteinskih ostataka i regiona u kojima nema cisteina (zvanih razmaknice), koji su karakteristični za biljne metalotioneine.
Tabela koja obuhvata glavne aspekte dve poslednje klasifikacije.
| Familija | Ime                                    | Obrazac sekvence                      | Primer |
| -------- | -------------------------------------- | ------------------------------------- | ------ |
| 1        | Kičmenjaci                             |                                       |        |
| 2        | Mekušci                                |                                       |        |
| 3        | Rakovi                                 |                                       |        |
| 4        | Bodljokošci                            |                                       |        |
| 5        | Dvokrilci                              |                                       |        |
| 6        | Nematode                               |                                       |        |
| 7        | Trepljari                              | ?                                     |        |
| 8        | Gljivični 1                            | C-G-C-S-x(4)-C-x-C-x(3,4)-C-x-C-S-x-C |        |
| 9        | Gljivični 2                            | ---                                   |        |
| 10       | Gljivični 3                            | ---                                   |        |
| 11       | Gljivični 4                            | C-X-K-C-x-C-x(2)-C-K-C                |        |
| 12       | Gljivični 5                            | ---                                   |        |
| 13       | Gljivični 6                            | ---                                   |        |
| 14       | Prokariote                             |                                       |        |
| 15       | Biljke                                 |                                       |        |
| 15.1     | Biljni MT tip 1                        |                                       |        |
| 15.2     | Biljni MT tip 2                        |                                       |        |
| 15.3     | Biljni MT tip 3                        | ---                                   |        |
| 15.4     | Biljni MT tip 4 ili Ec                 |                                       |        |
| 99       | Fitohelatini i drugi neproteinogeni MT | ---                                   |        |

Više podataka o ovoj klasifikaciji je dostupno na Expasy stranici o metalotioneinima.

## Literatura
- Sigel H, Sigel A, ур. (2009). Metallothioneins and Related Chelators (Metal Ions in Life Sciences). Metal Ions in Life Sciences. 5. Cambridge, England: Royal Society of Chemistry.  1-84755-899-2.
- Cherian MG, Jayasurya A, Bay BH (decembar 2003). „Metallothioneins in human tumors and potential roles in carcinogenesis”. Mutat. Res. 533 (1–2): 201—9. PMID 14643421. doi:10.1016/j.mrfmmm.2003.07.013.

## Spoljašnje veze
- Expasy metallothionein page